# Viktor Savčenko
Viktor Hryhorovyč Savčenko (* 17. září 1952 Atamaň, Ukrajinská SSR) je bývalý ukrajinský rohovník/boxer, dvojnásobný olympijský medailista z let 1976 a 1980.

## Sportovní kariéra
Boxovat začal ve 13 letech. Připravoval se v Dněpropetrovsku v klubu Montažnik pod vedením Serhije Avdijevského. V Sovětské reprezentaci se pohyboval mezi lety 1975 až 1980 nejčastěji v lehké střední váze. V roce 1976 startoval na olympijských hrách v Montréalu, kde v semifinále protaktizoval zápas s Polákem Jerzy Rybickim a získal bronzovou olympijskou medaili. V roce 1980 na olympijských hrách v Moskvě Rybickému v semifinále porážku vrátil, ale ve finále nestačil na Kubánce José Gómeze a získal stříbrnou olympijskou medaili. Po skončení sportovní kariéry v roce 1982 pracoval jako sportovní funkcionář. Po rozpadu Sovětského svazu v roce 1991 se na Ukrajině věnoval politické činnosti.

## Výsledky
| Turnaj             | 1975               | 1976               | 1977               | 1978               | 1979               | 1980               |
| Turnaj             | 23                 | 24                 | 25                 | 26                 | 27                 | 28                 |
| Turnaj             | lehká střední váha | lehká střední váha | lehká střední váha | lehká střední váha | lehká střední váha | lehká střední váha |
| ------------------ | ------------------ | ------------------ | ------------------ | ------------------ | ------------------ | ------------------ |
| Olympijské hry     |                    | 3.                 |                    |                    |                    | 2.                 |
| Mistrovství světa  |                    |                    |                    | 1.                 |                    |                    |
| Mistrovství Evropy | 2.                 |                    | 1.                 |                    | 2.                 |                    |